# Hyllinge (Denemarken)
Hyllinge is een plaats in de Deense regio Seeland, gemeente Næstved, en telt 476 inwoners (2008).
- Virtual International Authority File: 155518156